# Dyningar
Dyningar är en svensk film från 1991 med regi och manus av Saeed Assadi. I rollerna ses bland andra Per Löfberg, José María Caffarel och Fernando Chinarro.

## Handling
Sture Lundblad deltog som frivillig i Spanska inbördeskriget och håller nu på att dö av ålder. Han efterlämnar ett hus i Spanien åt sin son Michael, som han inte har sett sedan sonen var liten. Michael har motstridiga känslor inför sin frånvarande far, men beslutar ändå att åka ner till huset i Spanien för att försöka ta reda på vem han egentligen var.

## Om filmen
Filmen spelades in med Assadi som producent och Fernando Espiga Gaisse, Peter Indergand och Lasse Björne som fotografer. Den premiärvisades 29 november 1991 på biograf Filmstaden vid Regeringsgatan i Stockholm.
Filmen fick ett övervägande negativt mottagande i pressen. Kritikerna var eniga om att Assadi hade ett viktigt budskap, men att han inte visste hur han skulle förmedla det.

## Rollista
- Per Löfberg – Michael, "Micke"
- José María Caffarel – chefredaktör Corrales
- Fernando Chinarro – general Rodríguez
- Viviane Vives	– Verónica
- Frank Braña – general Alonso
- Maite Brik – Carmen Villa Sánchez
- José Roncero – Julio Rodríguez
- Sara Ashton – Stefans flickvän
- Hugo Blanco – advokaten
- Per Bristow – Stefan
- Miguel de Grandy – affischmannen
- Patricia de Grandis – Carmen som ung
- José de Juan – livvakt
- Fernando Garrafe – domaren
- J. Jélez – Julios vän
- Jonas Karlsson – Lasse
- Gustav Lindh – Sture Lundblad
- Fernando López – livvakt
- Lennart Lundqvist – prästen
- Max Lundqvist – Per
- Daniel Martín	– Carlos
- Antonio Ross – åklagaren
- L. Sanlos – Julios vän

### Fotnoter
1. 1 2 3  ”Dyningar”. Svensk Filmdatabas. http://www.sfi.se/sv/svensk-filmdatabas/Item/?itemid=16177&type=MOVIE&iv=Basic&ref=/templates/SwedishFilmSearchResult.aspx?id%3d1225%26epslanguage%3dsv%26searchword%3ddyningar%26type%3dMovieTitle%26match%3dBegin%26page%3d1%26prom%3dFalse. Läst 27 maj 2013.
2. ↑  Dagens Nyheter, 29 november 1991, sid. 24 (B 6)